# 寺下智香
寺下 智香（てらした ちか、1994年8月16日 - ）は、北海道静内町出身のプロボウラー。47期生、ライセンスNo507。永久A級ライセンス保持者。神戸六甲ボウル所属。P★Leagueでのキャッチフレーズは「道産子アスリート」。用具契約はサンブリッジ。右投げ。

## 略歴
2014年、BS日テレの番組『ボウリング革命 P★League（以下Pリーグ）』内の「第2回次世代P★リーガー発掘プロジェクト」に合格、直後の5月18日にJPBAのプロテストに女子第47期生（ライセンスNo.507）としてトップ合格しプロボウラーとなる。公式戦デビューはトップ合格者シードとして臨んだ5月24日～25日の第2回グリコセブンティーンアイス杯であり、この時は13位であった。8月5日～6日の2014レディース新人戦において優勝し、プロ入り初年度でプロ初勝利をマークするなど活躍し、第2シードを獲得した。また、8月25日のPリーグ第52戦でPリーグデビューを果たし、第3位を記録している。
2015年は、ROUND1 Cup Ladies 2015において優勝し通算2勝目をマークするなど活躍し、初のトップシード入りを果たした。
2016年は、優勝こそなかったがポイントランキングで自己最高の第3位に入り、トップシードを維持した。
2017年は、9月13日～16日の第12回MKチャリティカップにおいて優勝し通算3勝目をマークしている。この年も前年に引き続きポイントランキングで第3位に入り、トップシードを維持した。
また、Pリーグでは第52戦の第3位を皮切りに、第56戦、第57戦では連続で決勝進出を果たし、優勝は逃したものの、準優勝・第3位に入り、第5シーズンチャンピオン決定戦進出を果たした。
2021年3月31日付けでスガイディノスを退社。5月1日より神戸六甲ボウル所属となる。
2021年5月19日に自身のSNSにてプロボウラーの津島健次との結婚を公表した。
2022年、自身のカレー好きが高じて「プロボウラー寺下智香が本気で考えたビーフカレー」が好評で神戸六甲ボウルのオンラインショップから発売され完売となっても再販されるほどの人気を得ている。
2022年12月開催の第54回全日本女子プロボウリング選手権大会にて予選4位、準決勝1位で優勝決定戦に進出したものの土屋佑佳に再優勝決定戦にも敗れ惜しくも準優勝の結果で終わる。
2023年9月30日～10月1日開催の2023山梨レディースプロボウリングトーナメントでは、自身初の800シリーズ（スコア803ピン）と6回目のパーフェクトゲームを達成するも、優勝決定戦で新人の石田万音に破れ準優勝になる。

## 成績

### 公認トーナメント
※出典はJPBA公式サイトによる。
| 年度 | 50周年        | 関西OP        | 宮崎OP       | グリコ杯 | 千葉OP        | 六甲OP        | 東海OP         | 新人戦 | MK杯          | R1杯          | ジャパンOP    | プリンス杯     | 全日本        | 年度通算       | 年度通算        | 年度通算             |
| 年度 | 50周年        | 関西OP        | 宮崎OP       | グリコ杯 | 千葉OP        | 六甲OP        | 東海OP         | 新人戦 | MK杯          | R1杯          | ジャパンOP    | プリンス杯     | 全日本        | ポイント       | アベレージ      | 賞金                 |
| --- | ------------- | ------------- | ------------ | -------- | ------------- | ------------- | -------------- | ------ | ------------- | ------------- | ------------- | -------------- | ------------- | -------------- | --------------- | -------------------- |
| 2014年 | ---           | ---           | ---          | 13位     | ---           | 24位 （77pt） | 56位 （17pt）  | 1位    | 61位 （12pt） | 31位 （58pt） | ---           | 5位 （342pt）  | 47位 （26pt） | 532pt （31位） | 212.02 （圏外） | 1,083,000円 （16位） |
| 2015年 | ---           | ---           | 25T （63pt） | 29位     | 58位 （15pt） | 9位 （240pt） | 14位 （140pt） | ---    | 23位 （81pt） | 38位 （44pt） | 1位 （800pt） | 10位 （168pt） | 31位 （58pt） | 1609pt （6位） | 211.33 （7位）  | 4,446,000円 （2位）  |
| 2016年 | ---           | 6位 （360pt） | 17T （93pt） | 8位      | ---           | 6位 （360pt） | 10位 （210pt） | ---    | 8位 （280pt） | 70位 （3pt）  | 5位 （410pt） | 34位 （27pt）  | 2位 （650pt） | 2393pt （3位） | 215.80 （8位）  | 2,250,000円 （7位）  |
| 2017年 | 35位 （50pt） | ---           | 3T （520pt） | 4位      | ---           | 3位 （560pt） | 35位 （50pt）  | ---    | 1位 （800pt） | 5T （342pt）  | 35位 （50pt） | 6位 （342pt）  | 3位 （560pt） | 3274pt （3位） | 220.45 （3位）  | 3,855,000円 （5位）  |
| 2018年 | ---           | 3位 (560pt)   |              |          |               |               |                | ---    |               |               |               |                |               |                |                 |                      |
| 1. 「T」は順位決定戦が行われなかったことにより同順位となったことを意味する（ex.9T→9位タイ）。 2. 「---」は未開催または不参加（プロテスト合格前を含む）を意味する。 3. 「×」は選抜大会または予選敗退により順位が付されていないことを意味する。 |               |               |              |          |               |               |                |        |               |               |               |                |               |                |                 |                      |

### Pリーグ
- 第52戦 第3位
- 第56戦 第2位
- 第57戦 第3位
- 第5シーズンチャンピオン決定戦 第3位
- 第64戦 第3位
- 第73戦 優勝
- 第75戦 優勝
- 第11シーズンチャンピオン決定戦 優勝
- 第78戦 優勝
- 第12シーズンチャンピオン決定戦 第2位
- 第80戦 優勝
- 第81戦 第3位
- 第13シーズンチャンピオン決定戦 優勝
- 第90戦 優勝
- 第94戦 優勝
- シリーズ2021チャンピオン決定戦 第2位
- 第95戦 第2位
- 第101戦 優勝
- 第105戦 第2位

### その他表彰
- 2015年日本プロスポーツ大賞 新人賞

## メディア出演
- キラキラ（北海道テレビ放送、2016年1月4日-7日）